# Mathilda rushii
Mathilda rushii är en snäckart som beskrevs av Dall 1889. Mathilda rushii ingår i släktet Mathilda och familjen Mathildidae. Inga underarter finns listade i Catalogue of Life.